# 中岡慎太郎館

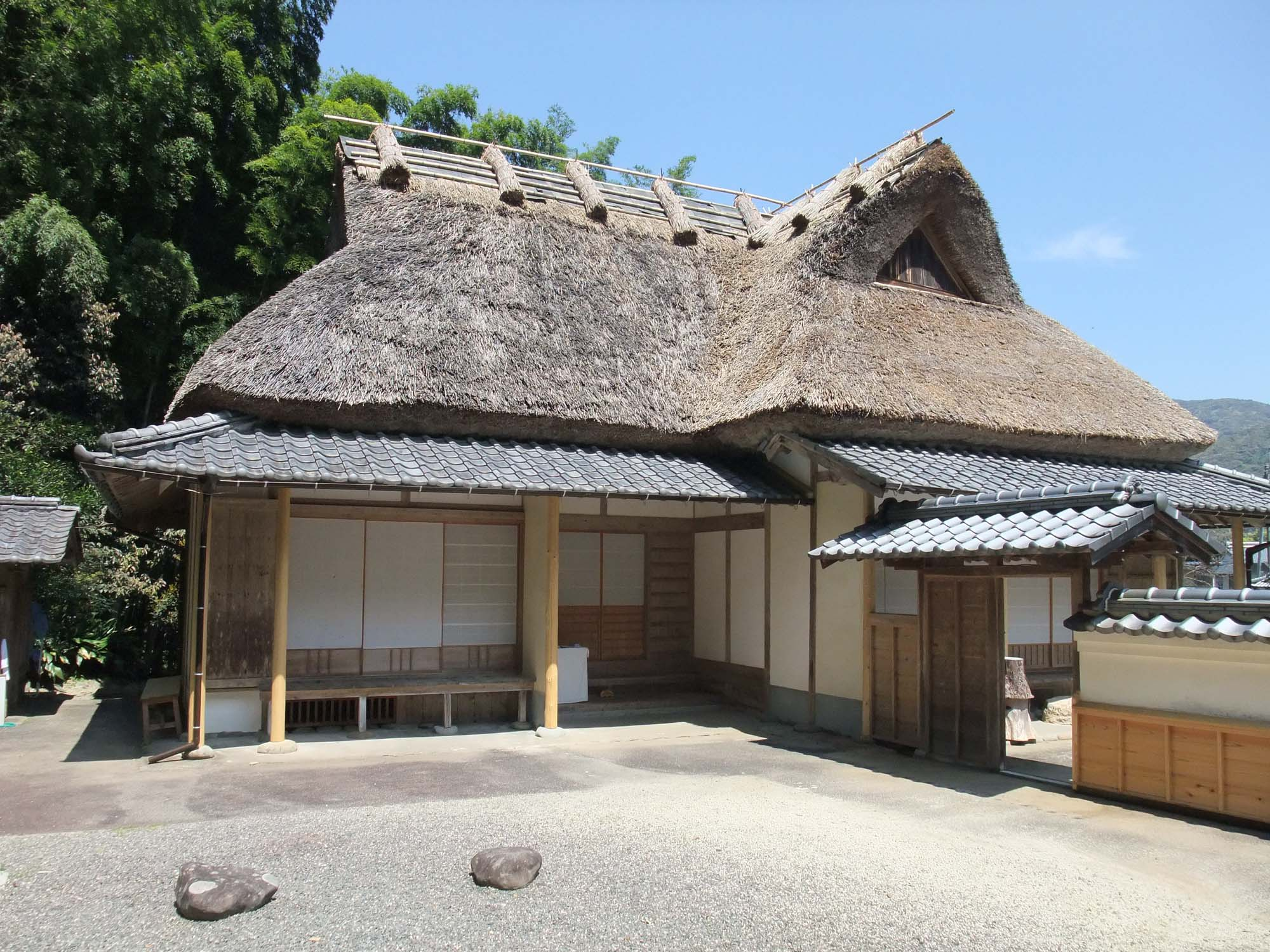
近辺にある中岡慎太郎生家

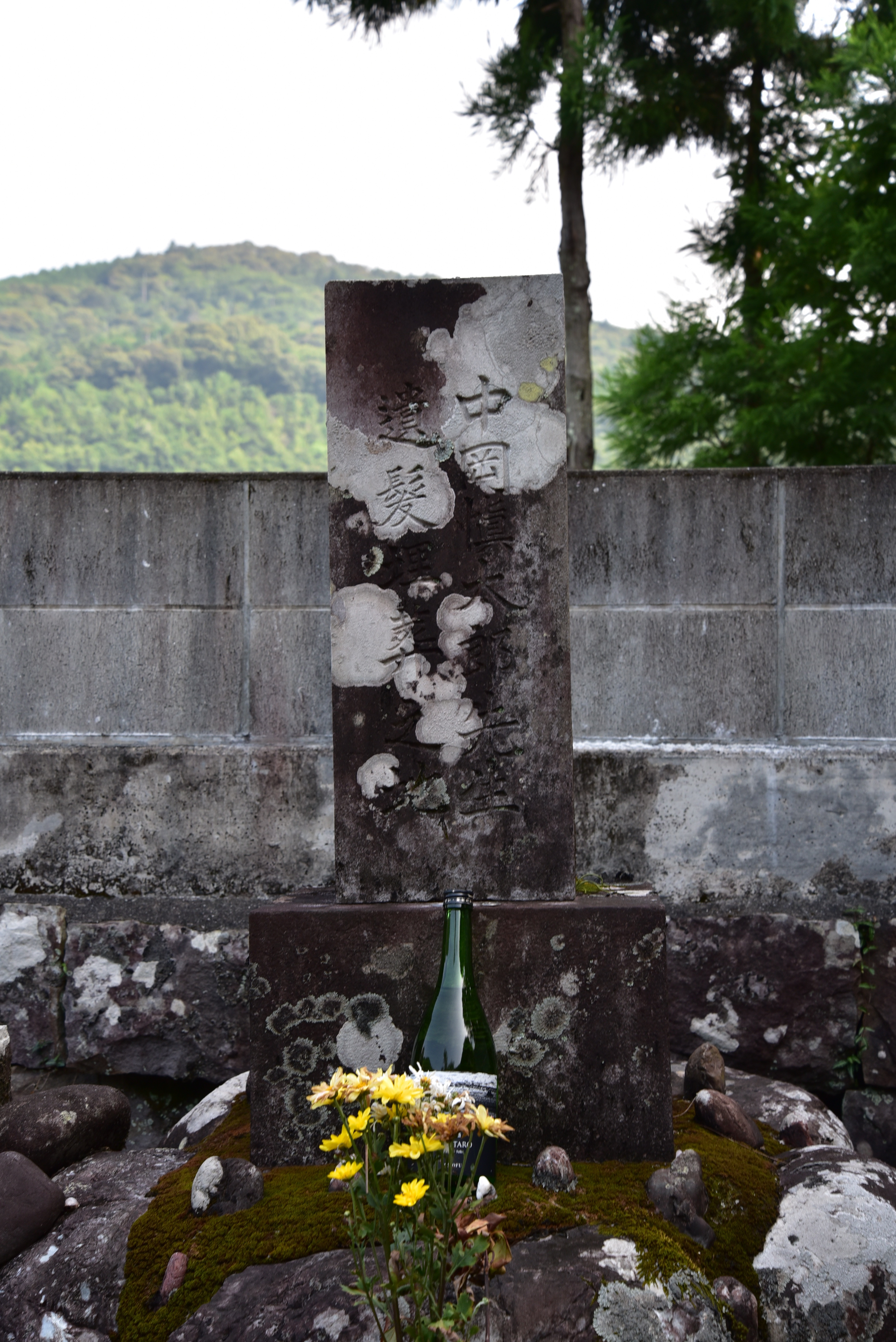
中岡慎太郎遺髪埋葬地

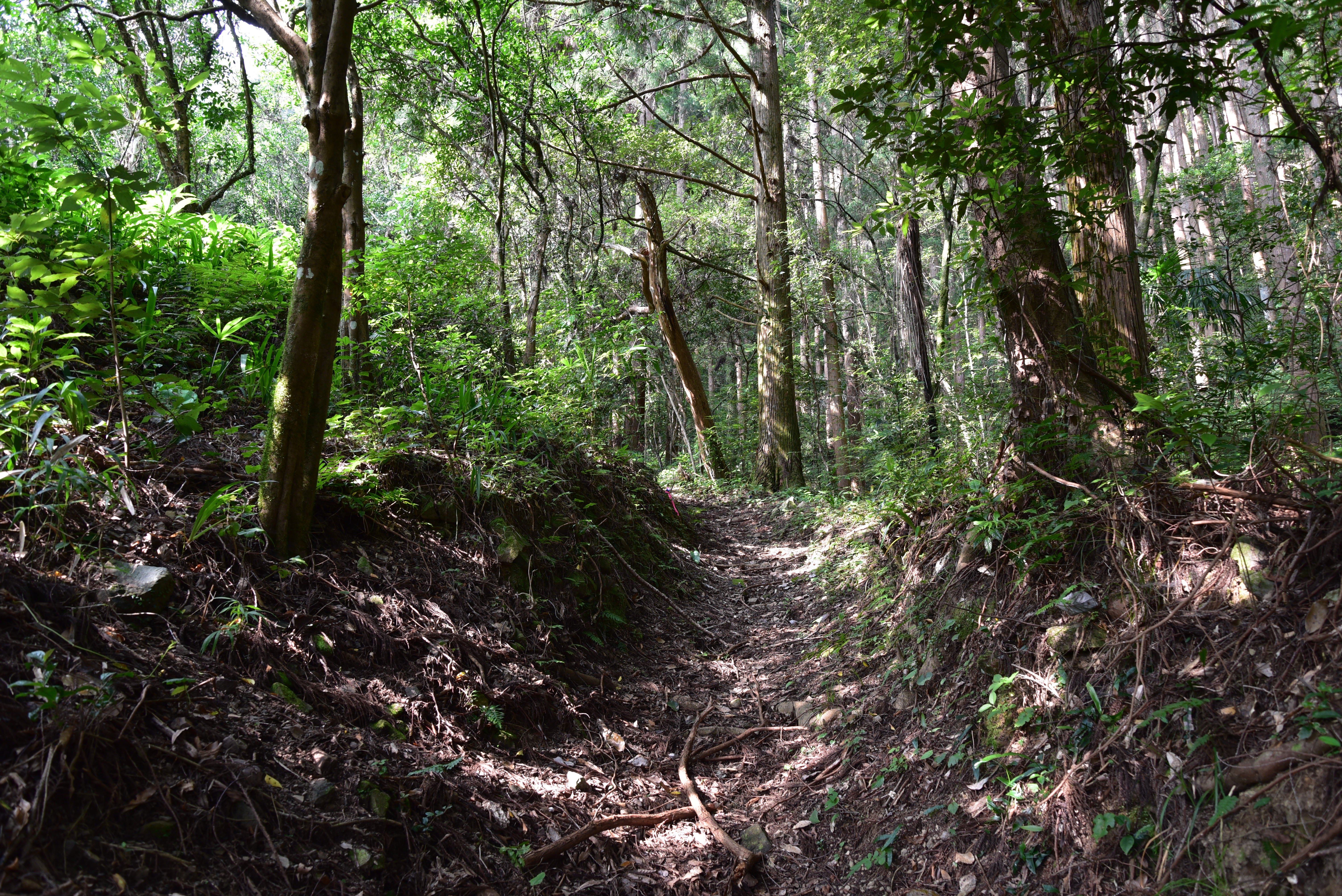
中岡慎太郎　向学の道

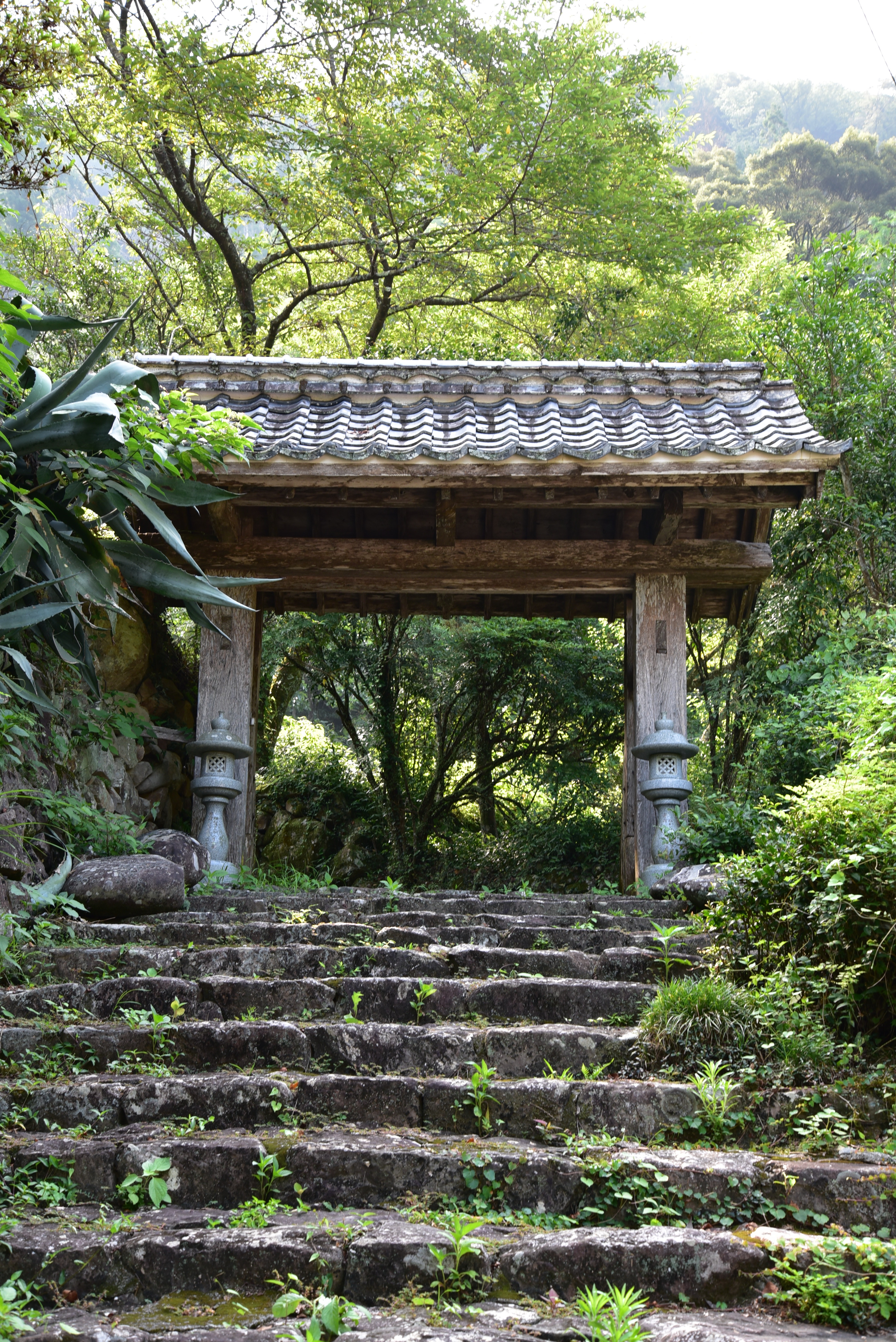
中岡慎太郎の遺髪墓地がある松林寺山門

中岡慎太郎館（なかおかしんたろうかん）は、幕末の志士、中岡慎太郎に関する資料等について開示すべく、高知県安芸郡北川村が建設し、運営する公営施設である。

## 概要
1993年に開館。1988年に中岡慎太郎生誕150周年記念を迎え盛り上がる中、「ふるさと創生資金」1億円の使い方について住民のアンケートを行った結果、一番意見の多かった中岡慎太郎の歴史記念館の建設に決定した。開館して約2ヶ月で入館者が18,000人になった。
慎太郎の書状や裃の他、土佐藩出身の陸援隊士岡田かん助関連の資料も加わり、慎太郎死後の陸援隊の活動が理解できるようになっている。また、館内では以下のような中岡慎太郎館による独自解説書が展示販売されている。
- 土佐勤王党盟主　武市半平太の手紙　ー拝啓　おとみ殿ー　編集発行:中岡慎太郎館・高知県立民俗資料館　2010年4月発行
- 平成１７年度中岡慎太郎館特別展　中岡慎太郎と陸援隊　編集発行:中岡慎太郎館　2005年8月初版発行　2011年3月第2版発行
- 天誅　ー攘夷派たちの＜正義＞ー　編集発行:中岡慎太郎館　2012年4月発行
- 中岡慎太郎館秋期企画展　幕末の情報　〜激動の時代を駆け抜けた情報をめぐって〜　編集発行:中岡慎太郎館　2012年11月発行
- 「時勢論」解説　編集発行:中岡慎太郎館　編集発行:中岡慎太郎館　2014年4月発行
- 開館20周年記念特別展　禁門の変　ー中岡慎太郎と二十三士の明暗を分けた事件ー　編集発行:中岡慎太郎館　2015年3月発行[3]

近辺には中岡慎太郎の生家（復元）がある。館から100mほどのところに向学の道がある。また、同じく館から150mほど離れた松林寺には慎太郎の遺髪埋葬地もある。

## 施設情報
- 所在地 - 高知県安芸郡北川村柏木140
- 休館日 - 毎週火曜日（祝日の場合はその翌日）、12月28日～1月2日
- 開館時間 - 9:00～16:30
- 入館料 - 一般 500円（団体 400円）、小・中学生 300円（団体 200円）

## 交通アクセス
- 奈半利駅より北川村営バスもしくはタクシーに乗車

### 付近の施設関連
- 北川村モネの庭マルモッタン - 印象派画家のクロード・モネ作品『睡蓮』シリーズを、日本史上四国地方初で陶板焼きの大塚国際美術館に次いでに再現した庭があるが、2010年代で、『志国高知幕末維新博』を「クロード・モネとの中岡慎太郎の企画展」が開催したことがある。